# Будівництво 505 і ВТТ ГУЛЖДС
Будівництво 505 і ВТТ ГУЛЖДС — підрозділ, що діяв в системі виправно-трудових установ СРСР.
Організований 10.09.47;

закритий 14.05.53 (перейменований в Селенгінський ВТТ)

## Підпорядкування і дислокація
- ГУЛЖДС з 10.09.47;
- СГУ з 25.04.52;
- ГУЛЖДС на 27.02.53.

Дислокація: Монголія (МНР), в р-ні м.Сухе-Батор (8 км на південь від радянсько-монгольського кордону);

Бурят-Монгольська АРСР, ст. Наушки Східно-Сибірської залізниці.

## Виконувані роботи
- будівництво залізниці Наушки-Улан-Батор (до 29.09.48 — тільки ділянки Наушки-250-й км, пізніше — до Улан-Батора),
- будівництво Дзунбаїнського нафтового промислу, крекінг-установки на Дзунбаїнському НПЗ тресту № 54 МНП,
- ремонт дороги Улан-Батор-Саїншанд-Дзунбаїн, буд-во вздовж неї автобаз,
- будівництво аеропорту ГУГВФ,
- забезпечення перевезення експортно-імпортних вантажів по Улан-Баторській залізниці,
- будівництво та експлуатація олов'яних і вольфрамових родовищ в МНР (у тому числі — будівництво збагачувальних фабрик ГЗК 505),
- підготовка до будівництва залізниці: Улан-Батор-монголо-китайський кордон в р-ні Дзамин-Уде,
- ремонт та реконструкція Посольства СРСР в МНР,
- виробництво цегли та вапна, будівельні роботи,
- лісозаготівлі, деревообробка (ДОК, ст. Мандал),
- автобільний ремонт (у тому числі ЦАРМ в м. Сухе-Батор),
- автомобільні перевезення транспортних вантажів і піску, обслуговування кам'яного кар'єру.

## Чисельність з/к
- 01.01.48 — 8856,
- 01.01.49 — 45 917;
- 01.07.51 — 26 918;
- 01.52 — 22 200,
- 12.52 — 16 129

## Начальники
- генерал-майор інженерно-технічної служби Гвоздьовський Ф.О., з 10.09.47 по 05.08.48;
- полковник Потьомкін М.Ф., з 28.09.48 - не раніше 26.05.50;
- виконуючий обов'язки начальника - Жамойдо І.М. (згад. 23.07.48);
- Федоров?.?. (згад. 16.01.51);
- генерал-майор Буянов Л.С., з 18.01.51 - не раніше 25.09.52;
- виконуючий обов'язки начальника - полковник в/с Віссаріонов К.Ф., з 01.04.53 -?

## Історія
Для здійснення будівництва залізниці Наушки — Улан-Батор (Буд-во 505) на базі ЗАХІДНОГО УПР. БУДІВНИЦТВА ТА ТАБОРІВ БАМ створено СУ 505, у складі якого організовані 2 ВТТ (один — в безпосередньому підпорядкуванні Управління Будівництва 505, другий — ПІВДЕННИЙ ВТТ ПРИ БУДІВНИЦТВІ 505 ГУЛЖДС), а також табір військовополонених (японців). У розпорядження СУ 505 наказано перекинути з ділянок БАМ (Вапняна-Ургал, Тайшет-Братськ) і Будівництва 500 будівельні організації та до 40 000 чол., у тому числі 20 000 японців (останніх використовувати тільки на ділянці Наушки — 250-й км). Безпосередньо підпорядковані Управлінню Будівництва 505 табори організувати на 25-30 тис. з/к;
містити в IV кв. 1947 50% штатної належності.